# Superrunner Jet II
Die Superrunner Jet II ist eine Schnellfähre der griechischen Reederei Seajets.

## Geschichte
Das am 11. März 1997 bestellte Schiff wurde unter der Baunummer 822 auf der französischen Werft Alstom Leroux Naval gebaut. Die Kiellegung fand am 18. Juni 1997, der Stapellauf am 7. September 1998 statt. Die Fertigstellung des Schiffes erfolgte am 18. Februar 1999. Entworfen worden war die Fähre in enger Zusammenarbeit zwischen der Werft und der Rederi AB Gotland. Die Werft griff dabei auf ihrem „Corsaire“-Entwurf zurück und entwickelte die Fähre als Typ Corsaire 11500.
Das Schiff kam als Gotland unter schwedischer Flagge in Fahrt und wurde von 1999 bis 2006 in der Sommersaison (März/April bis Oktober/November) von der Reederei Destination Gotland im Fährverkehr zwischen Nynäshamn bzw. Oskarshamn und Visby auf Gotland eingesetzt. Im Oktober 2003 wurde es in Gotlandia umbenannt, da der Name „Gotland“ für einen Neubau des Typs SF 1500 der Reederei benötigt wurde. Anfang Juli 2006 wurde die Gotlandia auf der Fährverbindung nach Gotland durch die Gotlandia II ersetzt und zunächst als Reserveschiff vorgehalten.
Von 2007 bis 2010 verkehrte die Fähre in den Sommermonaten zwischen Grankullavik auf Öland und Visby auf Gotland. Von 2011 bis 2018 wurde sie in den Sommermonaten wieder zwischen Nynäshamn bzw. Oskarshamn und Visby sowie 2017 und 2018 auch ab Västervik nach Visby eingesetzt. Anschließend wurde das Schiff aus der Fahrt genommen und aufgelegt, die Verbindung zwischen Västervik und Visby übernahm in der Sommersaison 2019 die Gotlandia II. Anfang 2023 wurde die Fähre an die griechische Reederei Seajets verkauft und in Superrunner Jet II umbenannt. Das Schiff wurde nach Zypern umgeflaggt.

## Technische Daten und Ausstattung
Das Schiff wird von vier Ruston-Viertakt-Dieselmotoren des Typs 20RK270 mit zusammen 28.320 kW Leistung angetrieben. Die Motoren wirken über Untersetzungsgetriebe auf vier Wasserstrahlantriebe. Das Schiff ist mit zwei elektrisch angetriebenen Bugstrahlrudern ausgestattet. Für die Stromerzeugung stehen drei von MTU-Dieselmotoren des Typs 12V183 mit zusammen 1.365 kW Leistung angetriebene Generatoren zur Verfügung. Weiterhin wurde ein von einem Dieselmotor angetriebener Notgenerator verbaut. Die Motoren sind zur Reduktion von Stickoxiden mit SCR-Katalysatoren ausgerüstet.
Das Schiff verfügt über zwei Fahrzeugdecks, Deck 3 und Deck 4. Deck 3 auf dem Hauptdeck ist über zwei Heckrampen zugänglich, Deck 4 über Rampen im Schiff. Auf den Fahrzeugdecks stehen 1010 Spurmeter, 560 Spurmeter auf Deck 3 und 450 Spurmeter auf Deck 4, zur Verfügung. Die Fähre kann 140 Pkw befördern. Oberhalb der Fahrzeugdecks befinden sich zwei weitere Decks, Deck 5 und Deck 6, unter anderem mit den Einrichtungen für die Passagiere. Neben mehreren Bereichen mit Sitzplätzen für die Passagiere auf beiden Decks befinden sich auf Deck 5 unter anderem noch ein Selbstbedienungsrestaurant und ein kleiner Laden sowie auf Deck 6 ein Café. Oberhalb von Deck 6 befindet sich im vorderen Bereich der Fähre die Brücke.

## Sonstiges
Das Schiff wurde bei Destination Gotland zusammen mit der etwas größeren Gotlandia II als Typ SF 700 geführt.